# Dassow
Dassow (pronunciación en alemán: /ˈdaso/ⓘ) es un municipio situado en el distrito de Mecklemburgo Noroccidental, en el estado federado de Mecklemburgo-Pomerania Occidental (Alemania), a una altitud de 12 metros. Su población a finales de 2016 era de 4076 habs. y su densidad poblacional, 61 hab/km².

## Historia

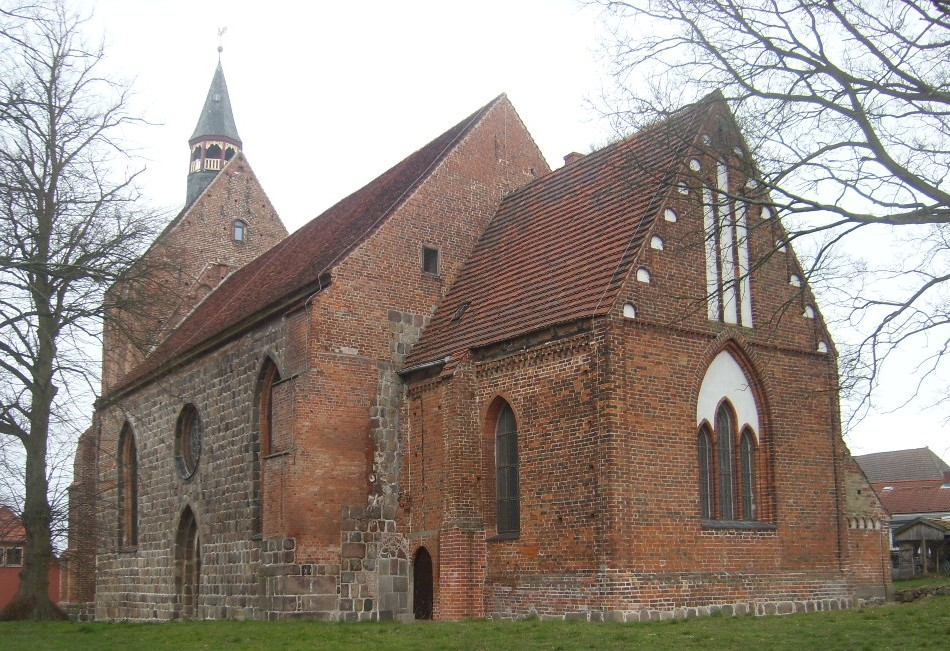
Iglesia de Dassow

El nombre de Dassow tiene orígenes eslavos que significa "arbustos con espinas". Fue creado como un castillo a mediados del siglo XII como un punto estratégico posicional entre las ciudades de Lübeck y Wismar.